# Пеония

Пеония, пеонийские и окружающие племена

Пеония (греч. Παιονία) — согласно античной географии, земля племени пеонов (Παίονες).
Точные границы Пеонии, так же как и ранняя история её жителей, остаются весьма неопределёнными, но считается, что первоначально они жили в районе Фракии. Во времена классической Греции Пеония включала всю долину реки Аксий (Вардар) и окружающие районы, узкую полосу северной части сегодняшней греческой Македонии, наибольшую часть территории сегодняшней Северной Македонии и маленькую часть юго-западной Болгарии (Пьянец).
Пеония была расположена к северу от Македонии (территория которой примерно соответствует современной греческой провинции Македония) и к юго-востоку от Дардании (территория которой примерно соответствует сегодняшнему Косово). К востоку располагались фракийцы, к западу — иллирийцы.

## Племена
Пеонийскими племенами были:
- Агрианы (Αγριάνες)[2][3][4]
- Алмопы (Αλμώπες)[5]
- Леэи, лееи (Λαιαῖοι)[6][4]
- Дерроны (Δέρρωνες)[7], дерсеи (Δερσαῖοι)[8][9]
- Одоманты (Ὀδόμαντες)[10][9][11]
- Пеоплы (Παιόπλαι)[12]
- Доберы (Δόβηρες)[13]
- Сириопеоны (Σιριοπαίονες)[14]

## Происхождение

Пеония и греческие Эпир и Македония

Некоторые современные учёные считают пеонов фракийцами или приписывают им смешанное фракийско-иллирийское происхождение.
Позже они были эллинизированы.
Лингвистически язык пеонов (Пеонийский язык) был во многом связан с соседними языками — иллирийским и фракийским (и, возможно, с промежуточной фракийско-иллирийской смесью).
Некоторые восточные племена пеонов, включая агриан, явно попадали во фракийскую сферу влияния. Согласно легендам (Геродот. «История» V. 13), сюда прибыли колонисты Тевкра из Трои. Гомер (Илиада, песнь II, 848) говорит о пеонах с Аксия, сражавшихся на стороне троянцев, но «Илиада» не отмечает, были ли пеоны родственны троянцам. Гомер называет их вождём Пирехма (неизвестного происхождения); но далее в Илиаде (песнь XXI) Гомер упоминает другого вождя, по имени Астеропей, сын Пелагона.
Ещё до начала царствования Дария I пеоны проникли до Мраморного моря. Когда Ксеркс I пересекал полуостров Халкидики на своём пути к Термам (получившим позже имя Фессалоники), отмечалось, что он шёл через территорию пеонов. Они занимали долину реки Аксий (Вардар) до Стуби, долины к востоку до реки Стримон (современная Струма) и земли вокруг Астиба и одноимённой реки, водой которой они освящали своих царей. Иматия, ориентировочно район между реками Галиакмон и Аксий, ранее также именовалась Пеония; и Пиерия и Пелагония также населялись пеонами. Как следствие роста Македонии и под давлением фракийских соседей территория пеонов была значительно урезана и в историческую эпоху была ограничена к северу от Македонии, от Иллирии до реки Стримон.
В греческой мифологии говорится, что пеоны получили своё имя от Пеона, сына Эндимиона.

## Царство пеонов

Племена пеонов

В ранний период главным городом и резиденцией пеонийских царей был Билазора (сегодняшний Велес на реке Аксий); позже резиденция царей была перенесена в Стоби. Впоследствии пеонийские царские дома слились в единое царство с центром в среднем и верхнем течениях рек Аксиос (Вардар) и Стримон (Струма). Они объединились с иллирийцами, проникая в наиболее населённые районы греческого государства Македония. Иллирийцы следовали традициям набегов. Они безуспешно атаковали северные македонские рубежи в попытке захватить регион. В 360—359 годах до н. э. южные пеонийские племена совершили налёт на Македонию (Диодор Сицилийский. «Историческая библиотека» XVI. 2.5) в поддержку иллирийского вторжения.
Македонский царский дом был погружён в состояние нестабильности в связи со смертью Пердикки III, но его брат Филипп II взошёл на трон, провёл реформу в армии, организовав фалангу по опыту греческих Фив, и остановил вторжение иллирийцев и набеги пеонов через рубежи «Македонской границы», которая была северным периметром защиты его владений. Следуя успеху Пердикки в 358 году до н. э., он совершил кампанию глубоко на север в саму Пеонию.
Это превратило царство пеонов (которым впоследствии правил Агис) в полуавтономное, подчинённое государство, что привело к процессу постепенной эллинизации пеонов, начавшейся во время царствования Филиппа II с чеканкой монет с греческими буквами, как на македонских монетах. Позже, во время всегреческого похода в Азию, военный контингент пеонийского племени агриан был придан к армии Александра Великого.

## Династические браки
Ранее, во время персидского вторжения, пеоны нижнего течения Стримона были порабощены. Пеоны на севере сохранили свои территории. Дочь Авдолеонта, одного из этих царей, была женой Пирра, царя Эпира, и Александр Македонский желал отдать руку своей сестры Кинаны агрианскому царю Лангару, который доказал свою лояльность Филиппу II. Мать Александра Великого была из греческого государства Эпира и эпироткой по крови. Греко-пеонийские династические браки продолжались и во время царствования других пеонийских царей.

## Культура
Пеоны состояли из нескольких независимых племён, которые позже были объединены под правлением единого царя. Их традиции мало известны. Они приняли культ Диониса, известного среди пеонов как Диалос или Дриалос, и Геродот упоминает, что фракийские и пеонийские женщины приносили жертвы Царице Артемиде (вероятно, Бендида). Они поклонялись солнцу в форме маленького диска, установленного на шесте. Афиней в своём отрывке указывает на родство пеонийского и мизийского языков. Пеоны пили ячменное пиво и разные настойки из деревьев и трав. Страна была богата золотом и смолистым деревом (или камнем, который порождал пламя при соприкосновении с водой), именуемым танривок (или царивос).
Скудные фрагменты пеонийского языка не позволяют делать строгие утверждения. С одной стороны, Вильгельм Томашек и Пауль Кречмер утверждали, что он принадлежал к иллирийской семье, с другой стороны, Димитар Дечев утверждал, что он был родственен фракийскому. В то же время пеонийские цари с эпохи Филиппа II Македонского чеканили монеты, где их имена писались на греческом языке. Все имена пеонийских царей, дошедшие до нас, расшифровываются и очевидно связаны с греческим языком (Агис, Аристон, Авдолеон, Ликкей и т. д.), что, согласно Ирвину Меркеру, ставит под вопрос теорию о связи пеонийского языка с иллирийским и фракийским.
Женщины пеонов были известны своим мастерством. В связи с этим Геродот (v. 12) рассказывает историю, где Дарий, увидев в Сардах красивую пеонийскую женщину, которая несла кувшин на голове, вела коня на водопой и одновременно пряла лён, спросил, кто она такая. Получив ответ, что она пеонийка, Дарий послал приказ своему наместнику во Фракии Мегабазу без промедления переселить два племени пеонийцев в Азию. Надпись, обнаруженная в 1877 году в Олимпии в основании статуи, говорит, что она была установлена общиной пеонийцев в честь своего царя и основателя Дропиона. Другой царь, под именем Липпей, фигурирует во фрагменте надписи, найденной в Афинах и посвящённой союзному договору. Без сомнения, это тот же правитель, что и Ликкей или Ликпей на пеонийских монетах (смотри B. V. Head, Historia numorum, 1887, p. 207).

## Упадок
В 280 году до н. э. галлы под руководством вождя Бренна ограбили земли пеонов, у которых затем, под давлением дарданцев, не было другого выхода, как примкнуть к македонянам. Несмотря на их совместные усилия, пеоны и македоняне были побеждены. Пеония впоследствии была снова объединена, но в 217 году до н. э. македонский царь Филипп V Македонский (220—179), сын Деметриоса II, включил в своё царство независимые области Дассаретии и Пеонии. Всего лишь 70 годами позже (в 168 году до н. э.) римские легионы в свою очередь завоевали Македонию. Пеония вокруг реки Аксий образовала второй и третий район вновь созданной провинции Македония (Тит Ливий. «История от основания города» XIV, 29). Через несколько веков, в правление Диоклетиана, Пеония и Пелагония образовали провинцию, именуемую Macedonia Secunda или Macedonia Salutaris и принадлежавшую префектуре Иллирии. К 400 н. э. пеоны потеряли свою идентичность, и термин Пеония стал только географическим.

## Пеония сегодня
С точки зрения сегодняшней политической географии Пеония располагается почти полностью на территории сегодняшней республики Северная Македония, захватывая небольшую полосу на севере собственно Македонии и небольшую территорию в юго-западном углу Болгарии.
Образование на этой территории в послевоенные годы государства с названием Македония до недавнего времени вызывало геополитические трения.
Английский археолог Н. Хаммонд, касаясь возникшей проблемы с именем нового государства на северной границе Греции, без обиняков заявлял, что сегодняшние жители этого государства, славяне и албанцы, не говорящие на греческом языке, к древним македонянам отношения не имеют и что территория этого государства с точки зрения античной истории и географии также не имеет отношения к ранней Македонии. В своей книге «Кем были македоняне?» Хаммонд пишет: «Если югославам непременно хотелось носить древнее имя, им стоило назвать это государство Пеония, или, скорее, Южная Словения».